# Ga Suan Luang Rama IX MRT

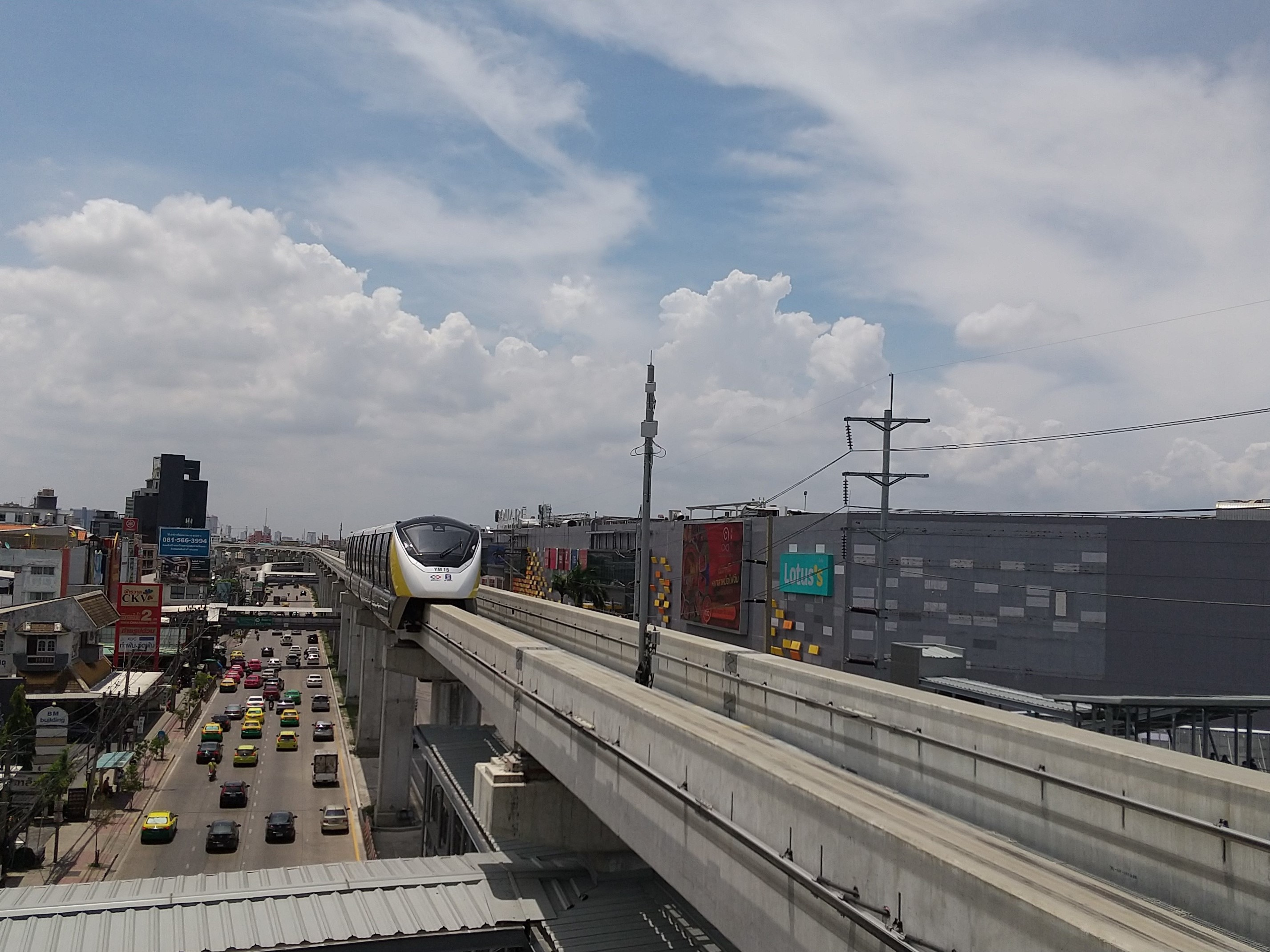
Tàu cập ga phía Nam với Seacon Square ở phía sau

Ga Suan Luang Rama IX (tiếng Thái: สถานีสวนหลวง ร.9, RTGS: Sathani Suan Luang Ro Kao, phát âm [sā.tʰǎː.nīː sǔan lǔaŋ rɔ̄ː kâːw]) là một ga Bangkok MRT trên Tuyến Vàng. Nhà ga nằm trên Đường Srinagarindra tại quận Prawet, Bangkok và đặt theo tên công viên Suan Luang Rama IX gần đó. Nhà ga có bốn lối vào và nằm đối diện Seacon Square và trung tâm thương mại Paradise Park. Nhà ga mở cửa chạy thử ngày 3 tháng 6 năm 2023 từ Samrong và Hua Mak.

## Bố trí ga
| U3 | Ke ga, cửa sẽ mở phía bên trái | Ke ga, cửa sẽ mở phía bên trái                   |
| U3 | Ke ga 1                        | Tuyến Vàng hướng đi Samrong (Si Udom)            |
| U3 | Ke ga 2                        | Tuyến Vàng hướng đi Lat Phrao (Srinagarindra 38) |
| U3 | Ke ga, cửa sẽ mở phía bên trái |                                                  |
| U2 | Hành chờ                       | Lối thoát 1-4, máy bán vé                        |
| G  | -                              | Trạm xe buýt                                     |